# Olympische Jugend-Winterspiele 2016/Teilnehmer (Österreich)
| Gelbes Symbol für Goldmedaillen mit stilisierten Olympischen Ringen | Graues Symbol für Silbermedaillen mit stilisierten Olympischen Ringen | Braundes Symbol für Bronzemedaillen mit stilisierten Olympischen Ringen |
| ------------------------------------------------------------------- | --------------------------------------------------------------------- | ----------------------------------------------------------------------- |
| 2                                                                   | 3                                                                     | 5                                                                       |

Österreich nahm an den Olympischen Jugend-Winterspielen 2016 im norwegischen Lillehammer mit 35 Athleten in zwölf Sportarten teil.

## Medaillen
Mit zwei gewonnenen Gold-, drei Silber- und fünf Bronzemedaillen belegte das österreichische Team Platz 12 im Medaillenspiegel.

## Sportarten

### Biathlon
| Athleten                                                  | Wettbewerb           | Zeit (Schießfehler) | Rang |
| --------------------------------------------------------- | -------------------- | ------------------- | ---- |
| Jungen                                                    |                      |                     |      |
| Markus Ortner                                             | 7,5 km Sprint        | 22:00,8 min (3)     | 39   |
| Markus Ortner                                             | 10 km Verfolgung     | 38:02,7 min (8)     | 46   |
| Dominic Unterweger                                        | 7,5 km Sprint        | 21:45,2 min (2)     | 34   |
| Dominic Unterweger                                        | 10 km Verfolgung     | 31:57,4 min (0)     | 19   |
| Mädchen                                                   |                      |                     |      |
| Marion Berger                                             | 6 km Sprint          | 21:14,8 min (2)     | 37   |
| Marion Berger                                             | 7,5 km Verfolgung    | 31:41,4 min (5)     | 40   |
| Lea Wörter                                                | 6 km Sprint          | 20:44,9 min (1)     | 28   |
| Lea Wörter                                                | 7,5 km Verfolgung    | 29:26,3 min (3)     | 28   |
| Gemischt                                                  |                      |                     |      |
| Lea Wörter Dominic Unterweger                             | Single Mixed-Staffel | 45:52,9 min (2+17)  | 20   |
| Marion Berger Lea Wörter Markus Ortner Dominic Unterweger | Mixed-Staffel        | 1:28,40,1 h (2+15)  | 17   |

### Bob
| Athleten         | Wettbewerb | Durchgang 1 | Durchgang 1 | Durchgang 2 | Durchgang 2 | Gesamt      | Gesamt |
| Athleten         | Wettbewerb | Zeit        | Rang        | Zeit        | Rang        | Zeit        | Rang   |
| ---------------- | ---------- | ----------- | ----------- | ----------- | ----------- | ----------- | ------ |
| Jungen           |            |             |             |             |             |             |        |
| Leonhard Pichler | Monobob    | 58,13 s     | 10          | 58,22 s     | 10          | 1:56,35 min | 9      |
| Mädchen          |            |             |             |             |             |             |        |
| Mercedes Schulte | Monobob    | 58,66 s     | 1           | 58,99 s     | 4           | 1:57,65 min | Silber |

### Eishockey
| Athleten             | Wettbewerb       | Qualifikation | Qualifikation | Finale | Finale |
| Athleten             | Wettbewerb       | Punkte        | Rang          | Punkte | Rang   |
| -------------------- | ---------------- | ------------- | ------------- | ------ | ------ |
| Jungen               |                  |               |               |        |        |
| Benjamin Baumgartner | Skills-Challenge | 11            | 7             | 10     | 7      |
| Mädchen              |                  |               |               |        |        |
| Theresa Schafzahl    | Skills-Challenge | 18            | 1             | 13     | Bronze |

### Eisschnelllauf
| Athleten           | Wettbewerb  | Durchgang 1 | Durchgang 1 | Durchgang 2 | Durchgang 2 | Gesamt      | Gesamt |
| Athleten           | Wettbewerb  | Zeit        | Rang        | Zeit        | Rang        | Zeit        | Rang   |
| ------------------ | ----------- | ----------- | ----------- | ----------- | ----------- | ----------- | ------ |
| Jungen             |             |             |             |             |             |             |        |
| Mathias Hauer      | 500 m       | 38,72 s     | 23          | 38,41 s     | 20          | 77,13 s     | 20     |
| Mathias Hauer      | 1500 m      |             |             |             |             | 1:56,77 min | 15     |
| Mathias Hauer      | Massenstart |             |             |             |             | 6:34,52 min | 25     |
| Mädchen            |             |             |             |             |             |             |        |
| Viola Feichtner    | 500 m       | 43,88 s     | 25          | 44,00 s     | 24          | 87,88 s     | 24     |
| Viola Feichtner    | 1500 m      |             |             |             |             | 2:10,44 min | 13     |
| Viola Feichtner    | Massenstart |             |             |             |             | 5:57,45 min | 15     |
| Viktoria Schinnerl | 500 m       | 42,87 s     | 20          | 42,44 s     | 19          | 85,32 s     | 20     |
| Viktoria Schinnerl | 1500 m      |             |             |             |             | 2:13,40 min | 19     |
| Viktoria Schinnerl | Massenstart |             |             |             |             | 3 Punkte    | 5      |

### Freestyle-Skiing

#### Halfpipe
| Athleten     | Wettbewerb | Finale       | Finale       | Finale       | Finale           | Finale |
| Athleten     | Wettbewerb | Durchgang 1  | Durchgang 2  | Durchgang 3  | Bester Durchgang | Rang   |
| ------------ | ---------- | ------------ | ------------ | ------------ | ---------------- | ------ |
| Jungen       |            |              |              |              |                  |        |
| Marco Ladner | Halfpipe   | 41,80 Punkte | 43,60 Punkte | 67,60 Punkte | 67,60 Punkte     | 5      |
| Mädchen      |            |              |              |              |                  |        |
| Lara Wolf    | Halfpipe   | 46,00 Punkte | 65,40 Punkte | 74,20 Punkte | 74,20 Punkte     | Bronze |

#### Skicross
| Athleten        | Wettbewerb | Qualifikation | Qualifikation | Vorlauf | Vorlauf | Halbfinale         | Finale             |
| Athleten        | Wettbewerb | Zeit          | Rang          | Punkte  | Rang    | Position           | Position           |
| --------------- | ---------- | ------------- | ------------- | ------- | ------- | ------------------ | ------------------ |
| Jungen          |            |               |               |         |         |                    |                    |
| Marcel Illmaier | Skicross   | 44,26 s       | 6             | 13      | 8       | 3                  | 8                  |
| Mädchen         |            |               |               |         |         |                    |                    |
| Martina Rainer  | Skicross   | 47,34 s       | 8             | 12      | 10      | nicht qualifiziert | nicht qualifiziert |

#### Slopestyle
| Athleten     | Wettbewerb | Finale       | Finale       | Finale           | Finale |
| Athleten     | Wettbewerb | Durchgang 1  | Durchgang 2  | Bester Durchgang | Rang   |
| ------------ | ---------- | ------------ | ------------ | ---------------- | ------ |
| Jungen       |            |              |              |                  |        |
| Marco Ladner | Slopestyle | 51,40 Punkte | 14,20 Punkte | 51,40 Punkte     | 15     |
| Max Mall     | Slopestyle | 67,80 Punkte | 78,00 Punkte | 78,00 Punkte     | 7      |
| Mädchen      |            |              |              |                  |        |
| Lara Wolf    | Slopestyle | 61,40 Punkte | 62,80 Punkte | 62,80 Punkte     | 4      |

### Nordische Kombination
| Athleten     | Wettbewerb                    | Skispringen | Skispringen | Skispringen | Skispringen   | Langlauf    | Langlauf |
| Athleten     | Wettbewerb                    | Weite       | Punkte      | Rang        | Zeitrückstand | Zeit        | Rang     |
| ------------ | ----------------------------- | ----------- | ----------- | ----------- | ------------- | ----------- | -------- |
| Jungen       |                               |             |             |             |               |             |          |
| Florian Dagn | Normalschanze / 5 km Langlauf | 92,0 m      | 117,6       | 6           | 0:57 min      | 14:15,8 min | 4        |

| Athleten                                                               | Wettbewerb                             | Skispringen | Skispringen | Skispringen   | Langlauf    | Langlauf |
| Athleten                                                               | Wettbewerb                             | Punkte      | Rang        | Zeitrückstand | Zeit        | Rang     |
| ---------------------------------------------------------------------- | -------------------------------------- | ----------- | ----------- | ------------- | ----------- | -------- |
| Gemischt                                                               |                                        |             |             |               |             |          |
| Julia Huber Florian Dagn Clemens Leitner Anna Juppe Florian Schwentner | Team Skispringen/Nordische Kombination | 351,5       | 3           | 0:32 min      | 27:11,8 min | 5        |

### Rennrodeln
| Athleten               | Wettbewerb   | Durchgang 1 | Durchgang 1 | Durchgang 2 | Durchgang 2 | Gesamt       | Gesamt |
| Athleten               | Wettbewerb   | Zeit        | Rang        | Zeit        | Rang        | Zeit         | Rang   |
| ---------------------- | ------------ | ----------- | ----------- | ----------- | ----------- | ------------ | ------ |
| Jungen                 |              |             |             |             |             |              |        |
| Bastian Schulte        | Einsitzer    | 48,125 s    | 7           | 47,924 s    | 3           | 1:36,049 min | 4      |
| Juri Gatt Jakob Schmid | Doppelsitzer | 53,699 s    | 7           | 53,883 s    | 9           | 1:47,582 min | 7      |
| Mädchen                |              |             |             |             |             |              |        |
| Madeleine Egle         | Einsitzer    | 53,165 s    | 2           | 53,102 s    | 4           | 1:46,267 min | Bronze |

| Athleten                                              | Wettbewerb  | Mädchen  | Mädchen | Junge    | Junge | Doppel       | Doppel | Gesamt       | Gesamt |
| Athleten                                              | Wettbewerb  | Zeit     | Rang    | Zeit     | Rang  | Zeit         | Rang   | Zeit         | Rang   |
| ----------------------------------------------------- | ----------- | -------- | ------- | -------- | ----- | ------------ | ------ | ------------ | ------ |
| Gemischt                                              |             |          |         |          |       |              |        |              |        |
| Madeleine Egle Bastian Schulte Jakob Schmid Juri Gatt | Teamstaffel | 57,176 s | 4       | 57,948 s | 6     | 1:02,286 min | 12     | 2:57,410 min | 9      |

### Skeleton
| Athleten        | Durchgang 1 | Durchgang 1 | Durchgang 2 | Durchgang 2 | Gesamt      | Gesamt |
| Athleten        | Zeit        | Rang        | Zeit        | Rang        | Zeit        | Rang   |
| --------------- | ----------- | ----------- | ----------- | ----------- | ----------- | ------ |
| Jungen          |             |             |             |             |             |        |
| Samuel Maier    | 54,60 s     | 8           | 54,35 s     | 6           | 1:48,95 min | 6      |
| Martin Stampfer | 54,73 s     | 10          | 54,85 s     | 9           | 1:49,58 min | 10     |

### Ski Alpin
| Jungen           |              |             |     |                    |                    |                    |                    |
| Moritz Opetnik   | Super-G      |             |     |                    |                    | 1:11,78 min        | 8                  |
| Moritz Opetnik   | Riesenslalom | 1:22,65 min | 28  | 1:18,27 min        | 5                  | 2:40,92 min        | 15                 |
| Moritz Opetnik   | Slalom       | 51,03 s     | 8   | 50,08 s            | 4                  | 1:41,11 min        | 6                  |
| Moritz Opetnik   | Kombination  | DNF         | DNF | nicht qualifiziert | nicht qualifiziert | nicht qualifiziert | nicht qualifiziert |
| Manuel Traninger | Super-G      |             |     |                    |                    | 1:11,03 min        | Bronze             |
| Manuel Traninger | Riesenslalom | 1:18,98 min | 5   | 1:17,62 min        | 1                  | 2:36,60 min        | 4                  |
| Manuel Traninger | Slalom       | 49,94 s     | 3   | 48,80 s            | 1                  | 1:38,74 min        | Gold               |
| Manuel Traninger | Kombination  | 1:12,36 min | 4   | 40,58 s            | 2                  | 1:52,94 min        | Silber             |
| Mädchen          |              |             |     |                    |                    |                    |                    |
| Nadine Fest      | Super-G      |             |     |                    |                    | 1:11,93 min        | Gold               |
| Nadine Fest      | Riesenslalom | 1:20,50 min | 11  | 1:15,72 min        | 6                  | 2:36,22 min        | 8                  |
| Nadine Fest      | Slalom       | 54,44 s     | 2   | 51,74 s            | 9                  | 1:46,18 min        | 4                  |
| Nadine Fest      | Kombination  | 1:14,44 min | 6   | 42,91 s            | 3                  | 1:57,35 min        | 4                  |
| Julia Scheib     | Super-G      |             |     |                    |                    | 1:12,56 min        | Silber             |
| Julia Scheib     | Riesenslalom | 1:20,34 min | 10  | 1:16,08 min        | 8                  | 2:36,42 min        | 9                  |
| Julia Scheib     | Slalom       | DNF         | DNF | nicht qualifiziert | nicht qualifiziert | nicht qualifiziert | nicht qualifiziert |
| Julia Scheib     | Kombination  | 1:14,22 min | 4   | nicht qualifiziert | nicht qualifiziert | nicht qualifiziert | nicht qualifiziert |

| Athleten                     | Wettbewerb     | Achtelfinale | Viertelfinale   | Halbfinale         | Finale             | Finale |
| Athleten                     | Wettbewerb     | Ergebnis     | Ergebnis        | Ergebnis           | Ergebnis           | Rang   |
| ---------------------------- | -------------- | ------------ | --------------- | ------------------ | ------------------ | ------ |
| Gemischt                     |                |              |                 |                    |                    |        |
| Nadine Fest Manuel Traninger | Teamwettbewerb | Japan 2+ – 2 | Finnland 2 – 2+ | nicht qualifiziert | nicht qualifiziert | 5      |

### Skilanglauf
| Athleten           | Wettbewerb       | Qualifikation | Qualifikation | Viertelfinale | Viertelfinale | Halbfinale         | Halbfinale         | Finale             | Finale             |
| Athleten           | Wettbewerb       | Zeit          | Rang          | Zeit          | Rang          | Zeit               | Rang               | Zeit               | Rang               |
| ------------------ | ---------------- | ------------- | ------------- | ------------- | ------------- | ------------------ | ------------------ | ------------------ | ------------------ |
| Jungen             |                  |               |               |               |               |                    |                    |                    |                    |
| Florian Schwentner | Cross            | 3:12,81 min   | 11            |               |               | 3:09,24 min        | 3                  | 3:16,48 min        | 9                  |
| Florian Schwentner | Sprint klassisch | 3:12,58 min   | 27            | 3:06,84 min   | 5             | nicht qualifiziert | nicht qualifiziert | nicht qualifiziert | nicht qualifiziert |
| Florian Schwentner | 10 km Freistil   |               |               |               |               |                    |                    | 25:56,2 min        | 22                 |
| Mädchen            |                  |               |               |               |               |                    |                    |                    |                    |
| Anna Juppe         | Cross            | 3:49,03 min   | 19            |               |               | 3:46,11 min        | 7                  | nicht qualifiziert | nicht qualifiziert |
| Anna Juppe         | Sprint klassisch | 3:44,72 min   | 25            | 3:54,56 min   | 6             | nicht qualifiziert | nicht qualifiziert | nicht qualifiziert | nicht qualifiziert |
| Anna Juppe         | 5 km Freistil    |               |               |               |               |                    |                    | 14:58,7 min        | 26                 |

### Skispringen
| Athleten        | Wettbewerb    | Erste Runde | Erste Runde | Erste Runde | Finale | Finale | Finale | Gesamt | Gesamt |
| Athleten        | Wettbewerb    | Weite       | Punkte      | Rang        | Weite  | Punkte | Rang   | Punkte | Rang   |
| --------------- | ------------- | ----------- | ----------- | ----------- | ------ | ------ | ------ | ------ | ------ |
| Jungen          |               |             |             |             |        |        |        |        |        |
| Clemens Leitner | Normalschanze | 94,5 m      | 119,5       | 5           | 83,0 m | 98,2   | 10     | 217,7  | 9      |
| Mädchen         |               |             |             |             |        |        |        |        |        |
| Julia Huber     | Normalschanze | 89,5 m      | 104,8       | 5           | 88,0 m | 99,9   | 5      | 204,7  | 5      |

| Athleten                                 | Wettbewerb               | Erste Runde | Erste Runde | Finale | Finale | Gesamt | Gesamt |
| Athleten                                 | Wettbewerb               | Punkte      | Rang        | Punkte | Rang   | Punkte | Rang   |
| ---------------------------------------- | ------------------------ | ----------- | ----------- | ------ | ------ | ------ | ------ |
| Gemischt                                 |                          |             |             |        |        |        |        |
| Julia Huber Florian Dagn Clemens Leitner | Mixed-Team Normalschanze | 340,0       | 2           | 326,7  | 3      | 666,7  | Bronze |

### Snowboard

#### Halfpipe
| Athleten       | Wettbewerb | Finale       | Finale       | Finale       | Finale           | Finale |
| Athleten       | Wettbewerb | Durchgang 1  | Durchgang 2  | Durchgang 3  | Bester Durchgang | Rang   |
| -------------- | ---------- | ------------ | ------------ | ------------ | ---------------- | ------ |
| Jungen         |            |              |              |              |                  |        |
| Moritz Amsuess | Halfpipe   | 51,00 Punkte | 26,00 Punkte | 45,50 Punkte | 51,00 Punkte     | 12     |

#### Snowboardcross
| Athleten        | Wettbewerb     | Qualifikation | Qualifikation | Vorlauf | Vorlauf | Halbfinale         | Finale             |
| Athleten        | Wettbewerb     | Zeit          | Rang          | Punkte  | Rang    | Position           | Position           |
| --------------- | -------------- | ------------- | ------------- | ------- | ------- | ------------------ | ------------------ |
| Jungen          |                |               |               |         |         |                    |                    |
| Marco Dornhofer | Snowboardcross | 49,71 s       | 8             | 13      | 9       | nicht qualifiziert | nicht qualifiziert |
| Mädchen         |                |               |               |         |         |                    |                    |
| Pia Zerkhold    | Snowboardcross | 52,27 s       | 6             | 13      | 8       | 3                  | 8                  |

#### Slopestyle
| Athleten        | Wettbewerb | Finale       | Finale       | Finale           | Finale |
| Athleten        | Wettbewerb | Durchgang 1  | Durchgang 2  | Bester Durchgang | Rang   |
| --------------- | ---------- | ------------ | ------------ | ---------------- | ------ |
| Jungen          |            |              |              |                  |        |
| Moritz Amsuess  | Slopestyle | 47,50 Punkte | 45,75 Punkte | 47,50 Punkte     | 15     |
| Simon Gschaider | Slopestyle | 36,25 Punkte | 82,75 Punkte | 82,75 Punkte     | 6      |

#### Teamwettbewerb Ski/Snowboardcross
| Athleten                                                    | Wettbewerb                        | Viertelfinale | Halbfinale | Finale   |
| Athleten                                                    | Wettbewerb                        | Position      | Position   | Position |
| ----------------------------------------------------------- | --------------------------------- | ------------- | ---------- | -------- |
| Gemischt                                                    |                                   |               |            |          |
| Pia Zerkhold Martina Rainer Marco Dornhofer Marcel Illmaier | Teamwettbewerb Ski/Snowboardcross | 2             | 3          | 5        |